# Klaus Schrenk
Klaus Schrenk (* 6. Juli 1949 in Hamburg) ist ein deutscher Kunsthistoriker.

## Leben
Klaus Schrenk studierte Kunstgeschichte, Germanistik und Soziologie in Hamburg, Berlin und Marburg. 1974–1975 führte ihn ein Forschungsaufenthalt nach Paris. 1976 wurde Schrenk an der Philipps-Universität Marburg bei Heinrich Klotz und Martin Warnke zum Thema Demokratisch-republikanische Tendenzen in französischen Druckgraphiken zwischen 1830 und 1852 promoviert. Die Dissertation beschäftigt sich mit der französischen Druckgraphik des 19. Jahrhunderts, unter besonderer Berücksichtigung Honoré Daumiers und seines Umkreises.
Er erhielt daraufhin 1976 das „Richard-Hamann-Stipendium des Landes Hessen“ und absolvierte 1978–1979 ein Volontariat an der Staatlichen Kunsthalle Berlin. Ab 1979 war Klaus Schrenk wissenschaftlicher Mitarbeiter, später stellvertretender Direktor, der Städtischen Kunsthalle Düsseldorf.
1986 wechselte er als stellvertretender Direktor ans Kunstmuseum Bonn. Dort standen große Übersichtsausstellungen zu Wolfgang Laib, Blinky Palermo, Markus Lüpertz, Brice Marden oder Helmut Federle sowie der Neubau des Kunstmuseums von Axel Schultes im Zentrum seiner Aktivitäten.
Am 1. November 1995 wurde Schrenk zum Professor und Direktor der Staatlichen Kunsthalle Karlsruhe. Am 1. März 2009 trat er die Nachfolge Reinhold Baumstarks im Amt des Generaldirektors der Bayerischen Staatsgemäldesammlungen an.
Klaus Schrenk hat Publikationen, vornehmlich zur Kunst des 19. und 20. Jahrhunderts veröffentlicht und ist Mitglied u. a. im Kuratorium der Kulturstiftung der Länder, im Stiftungsrat der Hessischen Kulturstiftung, im Beirat der Stiftung Saarländischer Kulturbesitz, der Jury Villa Massimo, Rom und des Kuratoriums der Akademie Schloss Solitude.
Er ist seit 1976 mit der Diplom-Psychologin Anna Schrenk-Siafaka verheiratet und hat zwei erwachsene Kinder.
Am 31. Oktober 2014 ist Klaus Schrenk aus dem Amt des Generaldirektors der Bayerischen Staatsgemäldesammlungen geschieden und in den Ruhestand getreten.

## Auszeichnungen
- 10. März 2010 – Ritter (Chevalier) des Ordre des Arts et des Lettres, Frankreich
- 17. Oktober 2010 – Offizier des Ordre national du Mérite, Frankreich[1]
- 2016 – Bundesverdienstkreuz am Bande

## Publikationen (Auswahl)
- Honoré Daumier. Das lithographische Werk. 2 Bände, Rogner & Bernhard, München 1977. ISBN 3-8077-0088-9
- Kaii Higashiyama. Ein Meister japanischer Landschaftsmalerei. hrsg. von Walter Raunig, Klaus Schrenk, Andreas Lüderwaldt, Pinguin-Verlag, Innsbruck 1983, ISBN 3-7016-2147-0
- Eugène Delacroix, Ausstellungskatalog. Beiträge Kat. Nrn. 92–113; 141–151; 182; 207–209; 211–223; Karlsruhe 2003, ISBN 3-936636-13-3
- Roma – São Paulo. Jürgen Partenheimer. Richter Verlag, Karlsruhe 2006, ISBN 3-937572-53-8